# Serie D 2020/2021
Soutěžní ročník Serie D 2020/21 byl 73. ročník čtvrté nejvyšší italské fotbalové ligy. Soutěž začala 27. září 2020 a skončila 3. července 2021. Zúčastnilo se jí celkem 166 týmů rozdělených do devíti skupin. Sedm skupin (B, D, E, F, G, H a I) mělo 18 klubů a dvě skupiny (A a C) měly po 20 klubech. Vítěz své skupiny postoupil přímo do třetí ligy. Do regionální ligy sestoupily vždy dva poslední kluby z každé skupiny.

## Konečné tabulky Serie D v sezoně 2020/21
| Skupina A | Skupina A              | Skupina B | Skupina B                       | Skupina C | Skupina C                    |
| Umístění  | Klub                   | Umístění  | Klub                            | Umístění  | Klub                         |
| 1.        | AC Gozzano             | 1.        | USD 1913 Seregno Calcio         | 1.        | AC Trento 1921 SSD           |
| 2.        | Calcio Castellanzese   | 2.        | ASD Fanfulla                    | 2.        | FC Arzignano Valchiampo      |
| 3.        | Calcio Pont Donnaz     | 3.        | NibionnOggiono                  | 3.        | Manzanese                    |
| 4.        | AC Bra ASD             | 4.        | USD Casatese                    | 4.        | Union Clodiense Chioggia     |
| 5.        | Sanremese Calcio       | 5.        | AC Crema 1908 SSD               | 5.        | Caldiero                     |
| 6.        | AC Legnano             | 6.        | Desenzano Calvina               | 6.        | AC Mestre                    |
| 7.        | US Sestri Levante      | 7.        | Brusaporto                      | 7.        | Delta Calcio Porto Tolle SSD |
| 8.        | US Folgore Caratese    | 8.        | USD Breno                       | 8.        | Luparense FC                 |
| 9.        | USD Lavagnese 1919     | 9.        | Sporting Franciacorta           | 9.        | AC Belluno 1905              |
| 10.       | SC Caronnese SSD       | 10.       | Calcio Sona                     | 10.       | Cjarlins Muzane              |
| 11.       | ASD Imperia            | 11.       | Real Calepina                   | 11.       | Cartigliano                  |
| 12.       | FC Casale              | 12.       | SSD Virtus CiseranoBergamo 1909 | 12.       | Union S. Giorgio Sedico      |
| 13.       | HSL Derthona           | 13.       | AC Ponte San Pietro             | 13.       | USD Adriese 1906             |
| 14.       | Calcio Arconatese      | 14.       | AS Vis Nova Giussano            | 14.       | Ambrosiana                   |
| 15.       | ASD Chieri Calcio 1955 | 15.       | Calcio Villa Valle              | 15.       | AC Este                      |
| 16.       | Città di Varese        | 16.       | USD Caravaggio                  | 16.       | Campodarsego Calcio          |
| 17.       | ACSD Saluzzo           | 17.       | ASD Tritium Calcio 1908         | 17.       | Union Feltre SSD             |
| 18.       | Fossano Calcio SSD     | 18.       | Calcio Scanzorosciate           | 18.       | Calcio Montebelluna          |
| 19.       | Borgosesia Calcio ASD  |           |                                 | 19.       | Virtus Bolzano               |
| 20.       | Vado FC 1913           |           |                                 | 20.       | Calcio Chions                |

| Skupina D | Skupina D                     | Skupina E | Skupina E                    | Skupina F | Skupina F                              |
| Umístění  | Klub                          | Umístění  | Klub                         | Umístění  | Klub                                   |
| 1.        | US Fiorenzuola 1922 SS        | 1.        | Aquila 1902 Montevarchi      | 1.        | SSD Città di Campobasso                |
| 2.        | Aglianese Calcio 1923         | 2.        | Trastevere Calcio            | 2.        | S.N. Notaresco                         |
| 3.        | Calcio Lentigione             | 3.        | Trestina                     | 3.        | ASD Pineto Calcio                      |
| 4.        | AC Prato ASD                  | 4.        | San Donato Tavarnelle        | 4.        | SSD Cynthialbalonga                    |
| 5.        | Rimini FC                     | 5.        | ACN Siena 1904               | 5.        | Matese Calcio                          |
| 6.        | FC Forli                      | 6.        | USD Follonica Gavorrano      | 6.        | GSD Castelfidardo Calcio               |
| 7.        | Pro Livorno Sorgenti          | 7.        | US Pianese                   | 7.        | USD Recanatese                         |
| 8.        | Correggese                    | 8.        | Lornano Badesse              | 8.        | Castelnuovo Vomano                     |
| 9.        | USD Real Forte Querceta       | 9.        | Tiferno Lerchi               | 9.        | ASD Vastese Calcio 1902                |
| 10.       | AC Sammaurese                 | 10.       | Calcio Cannara               | 10.       | Montegiorgio Calcio                    |
| 11.       | Ghivizzano                    | 11.       | ASD Sangiovannese 1927       | 11.       | FC Rieti                               |
| 12.       | ASD Gruppo Sportivo Bagnolese | 12.       | Montespaccato                | 12.       | FC Aprilia                             |
| 13.       | Calcio Progresso              | 13.       | AS Ostia Mare Lido Calcio    | 13.       | Atletico Terme Fiuggi                  |
| 14.       | Calcio Seravezza              | 14.       | ASD Calcio Flaminia          | 14.       | ASD US Tolentino 1919                  |
| 15.       | Calcio Sasso Marconi          | 15.       | Foligno Calcio               | 15.       | Vastogirardi                           |
| 16.       | Città di Varese               | 16.       | Club Sportivo Scandicci 1908 | 16.       | Real Giulianova                        |
| 17.       | Marignanese Cattolica         | 17.       | Calcio Grassina              | 17.       | ASD Atletico Calcio Porto Sant'Elpidio |
| 18.       | Corticella                    | 18.       | Calcio Sinalunghese          | 18.       | Polisportiva Olympia Agnonese          |

| Skupina G | Skupina G                        | Skupina H | Skupina H               | Skupina I | Skupina I                            |
| Umístění  | Klub                             | Umístění  | Klub                    | Umístění  | Klub                                 |
| 1.        | Monterosi Tuscia FC              | 1.        | FC Taranto 1927         | 1.        | ACR Messina                          |
| 2.        | SSD Latina Calcio 1932           | 2.        | AZ Picerno              | 2.        | FC Messina                           |
| 3.        | US Savoia 1908                   | 3.        | SSD Fidelis Andria 2018 | 3.        | Gelbison Cilento Vallo della Lucania |
| 4.        | Vis Artena                       | 4.        | US Bitonto Calcio       | 4.        | San Luca                             |
| 5.        | Nocerina 1910                    | 5.        | Casarano Calcio         | 5.        | ASD Città di Acireale 1946           |
| 6.        | Insieme Formia                   | 6.        | AS Lavello              | 6.        | Dattilo Noir Calcio                  |
| 7.        | Lanusei                          | 7.        | SS Audace Cerignola     | 7.        | Rotonda Calcio                       |
| 8.        | Muravera                         | 8.        | AC Nardò                | 8.        | Santa Maria Cilento                  |
| 9.        | Carbonia Calcio                  | 9.        | Team Altamura           | 9.        | Biancavilla                          |
| 10.       | Latte Dolce                      | 10.       | Molfetta Calcio         | 10.       | Licata Calcio                        |
| 11.       | Cassino Calcio 1924              | 11.       | Sorrento 1945           | 11.       | ASD Castrovillari Calcio             |
| 12.       | ASD Gladiator 1924               | 12.       | Gravina Calcio          | 12.       | ASD Paternò Calcio                   |
| 13.       | Team Nuova Florida               | 13.       | USD Città di Fasano     | 13.       | Cittanovese                          |
| 14.       | Arzachena Academy Costa Smeralda | 14.       | FC Francavilla          | 14.       | Sant'Agata                           |
| 15.       | ASD Torres                       | 15.       | ASD Real Agro Aversa    | 15.       | Troina                               |
| 16.       | Vis Afragolese 1944              | 16.       | SSD Portici 1906        | 16.       | Rende Calcio 1968                    |
| 17.       | FC SS Nola 1925                  | 17.       | SSD Brindisi FC         | 17.       | Marina di Ragusa                     |
| 18.       | ASD FC Giugliano 1928            | 18.       | ASD Puteolana 1902      | 18.       | Roccella                             |

|  | Přímý postup do Serie C 2021/22    |
|  | Přímý sestup do Eccellenza 2021/22 |